# Skeletonemataceae
Famille
Les Skeletonemataceae sont une famille d'algues de l'embranchement des Bacillariophyta (Diatomées), de la classe des Mediophyceae et de l’ordre des Thalassiosirales.

## Étymologie
Le nom de la famille vient du genre type Skeletonema, composé du préfixe skelet-(du grec σκελετ / skelet ), squelette, et du suffixe -nema (du grec νήμα / nema, fil), littéralement   « fil squelettique », en référence de la ressemblance des chaînes de cette diatomée à un squette.

## Description
Le genre type Skeletonema se présente sous la forme de cellules reliées par de longs processus marginaux pour former des filaments, qui apparaissent au microscope optique comme de courtes perles reliées par de nombreux fils fins. Les plastides sont en forme de disque ou de coupe.  Les valves sont circulaires, convexe à plate ; avec des manchons (ou manteaux) profonds. 
Extérieurement les valves sont dotées d'un réseau proéminent de costae, devenant pseudoloculaire près du bord, et intérieurement, elles sont percées de cribles, bien visibles sur la surface plate ou légèrement nervurée de ces valves. 
Un seul anneau de processus tubulaire (rimoportule ) se trouve au sommet du manteau, étroitement associés à un anneau de fultoportule, dont les ouvertures externes sont de courts tubes cachés dans les bases des processus. Ces derniers sont semi-circulaires en section transversale et s'élargissent à leur sommet pour former des « articulations » qui s'emboîtent avec les processus de la cellule adjacente ; ils sont parfois beaucoup plus longs que la cellule elle-même, et peuvent s'emboîter avec un ou deux processus de la valve jumelle. Certaines valves produisent des processus spinoïdes (en forme d’épine NDT) aplatis, sur lesquels on trouve également une rimoportule centrale, avec une ouverture externe tubulaire. Des rimoportules occasionnelles sont également présentes autour du manteau de la valve. 
Les terminaisons internes des fultoportules et des rimoportules sont très petites mais de forme typique. La ceinture est composée d'une valvocopula fendue et de nombreuses copules délicates et finement poreuses, chacune avec une « pars media » (partie médiane NDT) distincte. Dans les filaments intacts, les nouvelles valves jumelles et leurs processus, sont recouverts par les copules, tandis que les processus reliant les anciennes paires de valves sont apparents.

## Distribution
Le genre type Skeletonema vit dans le plancton marin côtier.

## Liste des genres
Selon AlgaeBase (20 août 2022) :
- Schroederella Pavillard, 1913
- Skeletonema Greville, 1865
- Skeletonemopsis P.A.Sims, 1994

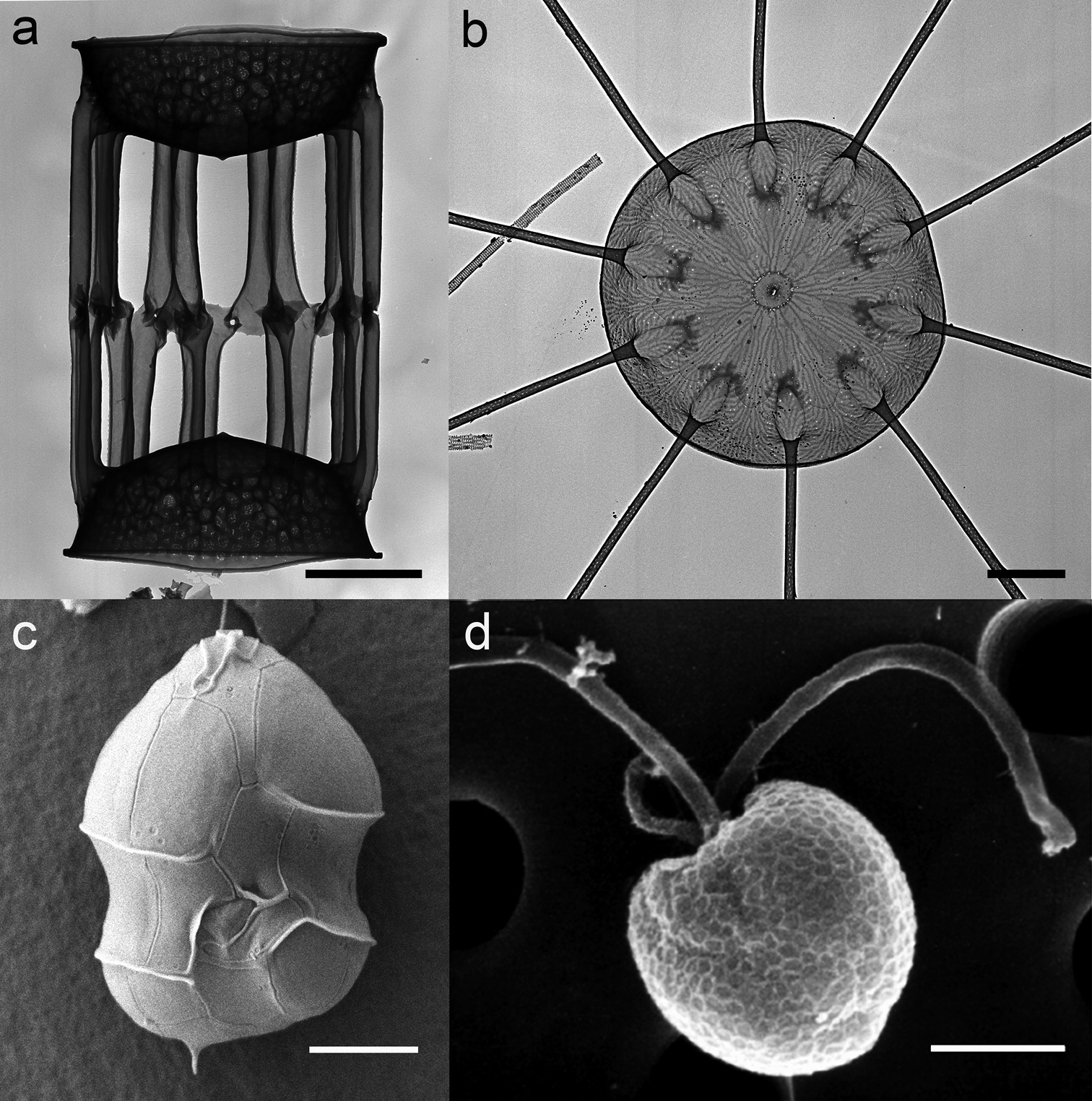
(a) Skeletonema dohrnii.
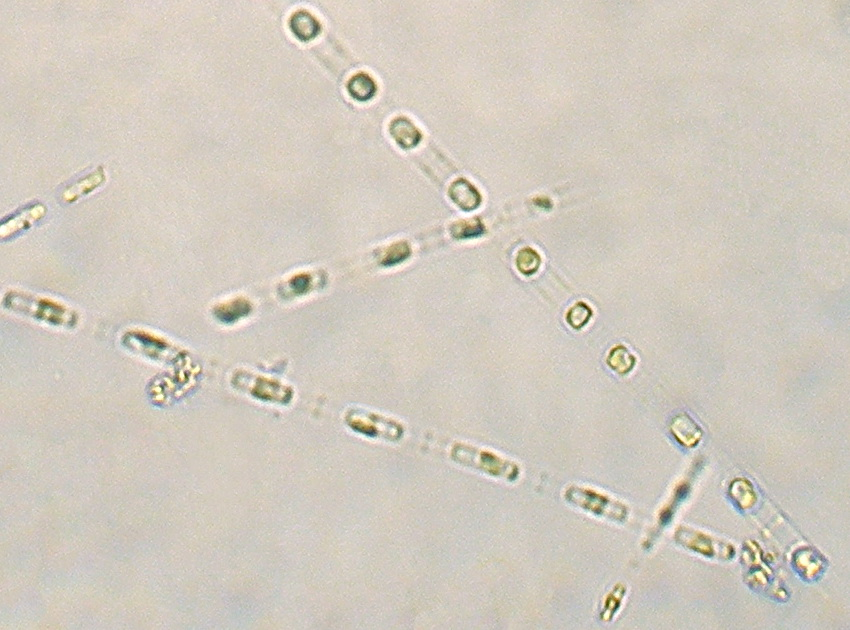
Skeletonema costatum N-O Mer Noire.
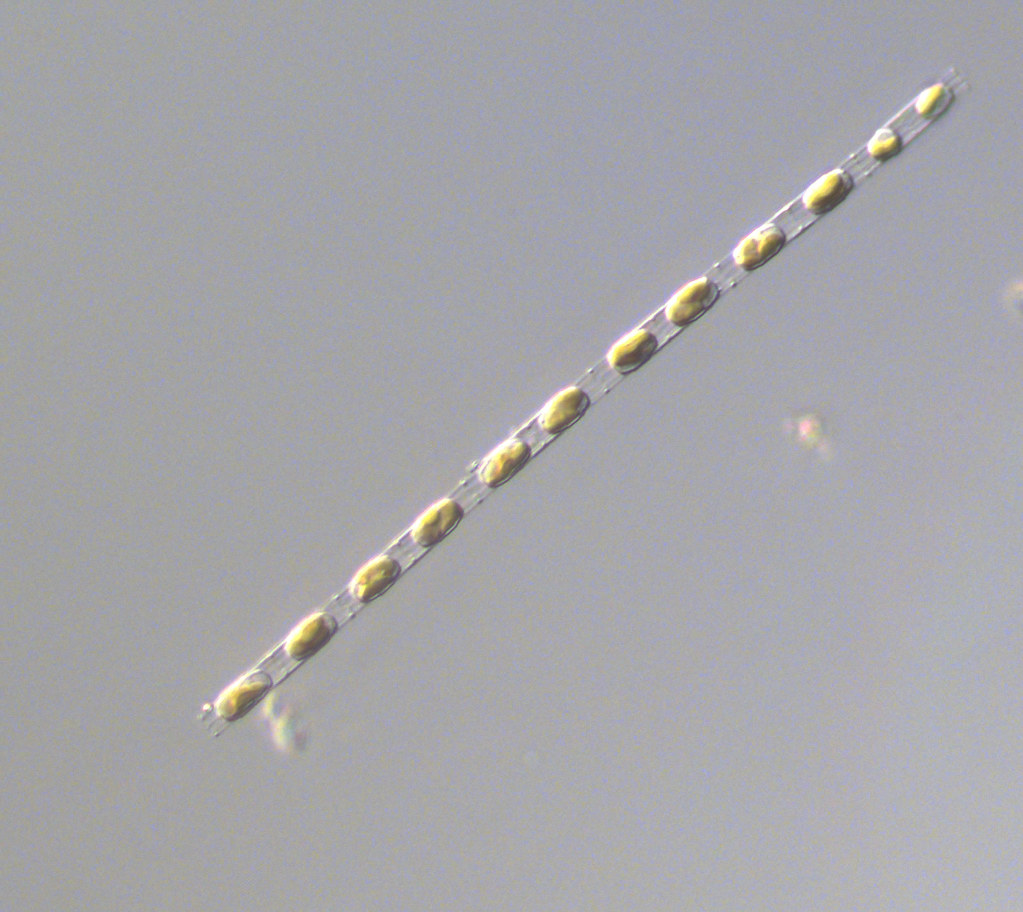
Chaine de Skeletonema costatum Long Island Sound, N-E États-Unis.

## Systématique
Le nom correct complet (avec auteur) de ce taxon est Skeletonemataceae Lebour, 1930.

## Publication originale
- Lebour, M.V. (1930). The planktonic diatoms of northern seas.  pp. [i]-ix, 1-244, pls I-IV. London: Printed for the Ray Society sold by Dulau & Co., Ltd. 32, Old Bond Street, London, W. 1.